# Montigny-Montfort
Montigny-Montfort es una comuna francesa del departamento de la Côte-d'Or en la región de Borgoña. Su nombre viene del latín mons, montis (cima o montaña) y forti (fuerte o fortificado) viniendo a significar algo así como montaña de la cima fortificada.

La historia milenaria de esta comuna agrícola se encuentra estrechamente ligada a la de su castillo (que ha conocido diversos y célebres propietarios a lo largo de la historia) así como a la de la Sábana santa que acogió durante años.

## Geografía
La comuna se encuentra en la carretera departamental D980, entre las de Montbard (a 11 km) y de Semur-en-Auxois (4 km); en la salida 23 de la autopista A6. Desde el punto de vista administrativo se divide en cuatro aldeas conocidas como: Villiers, Montigny, Montfort y Fatin.

## Demografía
| 651                       | 510 | 557 | 540 | 538 | 553 | 509 | 504 | 483 | 493 | 480 | 474 | 413 | 414 | 405 | 402 | 385 | 376 | 358 | 343 | 326 | 296 | 328 | 266 | 253 | 281 | 286 | 289 | 309 | 328 | 318 | 290 | 291 | 288 |
| (Fuente: INSEE y Cassini) |     |     |     |     |     |     |     |     |     |     |     |     |     |     |     |     |     |     |     |     |     |     |     |     |     |     |     |     |     |     |     |     |     |

## Clima
La localidad presenta un clima oceánico con tendencia a semi-continental. La influencia oceánica se traduce en frecuentes precipitaciones en cualquier estación (si bien presenta un máximo en otoño y un mínimo en verano) y un tiempo variable. Mientras que la influencia del continental se presenta en la amplitud térmica, que es una de las más elevadas de Francia (18 °C), en los fríos invernales y un verano más caliente que en las costas cercanas que hace posible los cultivos vitícolas de la Côte-d'Or.
| Datos climáticos | Dijon     | Media nacional |
| ---------------- | --------- | -------------- |
| Sol              | 1831 h/an | 1973 h/año     |
| Lluvia           | 732 mm/an | 770 min/año    |
| Nieve            | 25 j/an   | 14 días/año    |
| Tormenta         | 26 j/an   | 22 días/año    |
| Niebla           | 68 j/an   | 40 días/año    |

| Mes                             | Ene | Feb | Mar | Abr  | May  | Jun  | Jul  | Ago  | Sep  | Oct  | Nov | Dic | Año  |
| ------------------------------- | --- | --- | --- | ---- | ---- | ---- | ---- | ---- | ---- | ---- | --- | --- | ---- |
| Temperaturas medias(°C)         | 1,6 | 3,3 | 6,7 | 10,3 | 14,5 | 17,6 | 19,6 | 19,0 | 16,1 | 10,9 | 5,8 | 3,1 | 10,7 |
| Temperaturas máximas medias(°C) | 5   | 7   | 12  | 14   | 17   | 22   | 26   | 26   | 22   | 16   | 11  | 6   | 15,3 |
| Temperaturas mínimas medias(°C) | 0   | 1   | 3   | 4    | 9    | 12   | 14   | 14   | 12   | 7    | 3   | 1   | 6,7  |
| Precipitaciones medias(mm)      | 59  | 50  | 49  | 51   | 88   | 64   | 60   | 59   | 69   | 65   | 70  | 64  | 62   |

## El Santo Sudario
La Síndone llega a Monfort de manos de la familia Vergy, cuyo miembro Otto de La Roche, comandante templario y duque de Atenas tras la Cuarta Cruzada se supone que la había tomado durante el saqueo de Constantinopla de 1204. 
Tras permanecer en secreto hasta el siglo XIV sale a la luz cuando Geoffroy de Charny (que había contraído matrimonio en 1340 con la bisnieta de de la Roche, Jeanne de Vergy) decide construir una colegiata dedicada a la Santísima Trinidad a quien atribuye el éxito de su evasión del cautiverio inglés. La obra termina en 1357, un año tras la muerte de Geoffroy, por lo que será su hijo quien deposite la tela en su nueva sede en Lirey (Aube).
Tres años más tarde el obispo de Troyes prohíbe su exhibición por considerarla falsa, por lo que Jeanne de Vergy la guarda en la seguridad de su castillo en Montfort donde permanecerá 28 años hasta la muerte de ésta en 1388. Su hijo la devuelve a los canónigos de Lirey que la conservan hasta 1418 cuando la vuelven a confiar al castillo temiendo por su seguridad durante la Guerra de los Cien Años. En este caso es Marguerite de Charny (nieta de Geoffroy) quien la acoge, si bien más tarde la trasladaría a un feudo de su marido Humbert de Villersexel en San Hipólito.
A la muerte de Humbert (1438) los canónigos exigen su regreso pero Marguerite hace oídos sordos, haciéndose acompañar por la tela en sus distintos viajes hasta que finalmente la vende a cambio del castillo de Varambon el 13 de septiembre de 1452 a Anne de Lusignan, esposa de Luis de Saboya, cuya familia lleva la tela a su capital en Turín en 1562.

## Lugares de interés
- La capilla de Saint Denis. Último vestigio remanente de un antiguo priorato fundado en 1228 que dependía de la abadía benedictina de Puits-d'Orbe (en Verdonnet).
- La iglesia de Saint Martin, de la que destacan el coro de finales del siglo XIII y una serie de bajorrelieves del XVIII.
- Las 'cabottes' (o gariottes), construcciones de piedra seca utilizadas para fines agrícolas que abundan en los alrededores de la comuna.
- Pero si hay algo que sobresale desde un punto de vista arquitectónico y turístico dentro de la comuna es su castillo del siglo XIII. Se trata de una fortaleza construida sobre un macizo rocoso de 317 metros de altura dominando los valles de Dandarge, la Ronce y la Louère. Desde el 30 de diciembre de 1925 está inscrito en el inventario suplementario de los monumentos históricos de Francia.

## Galería

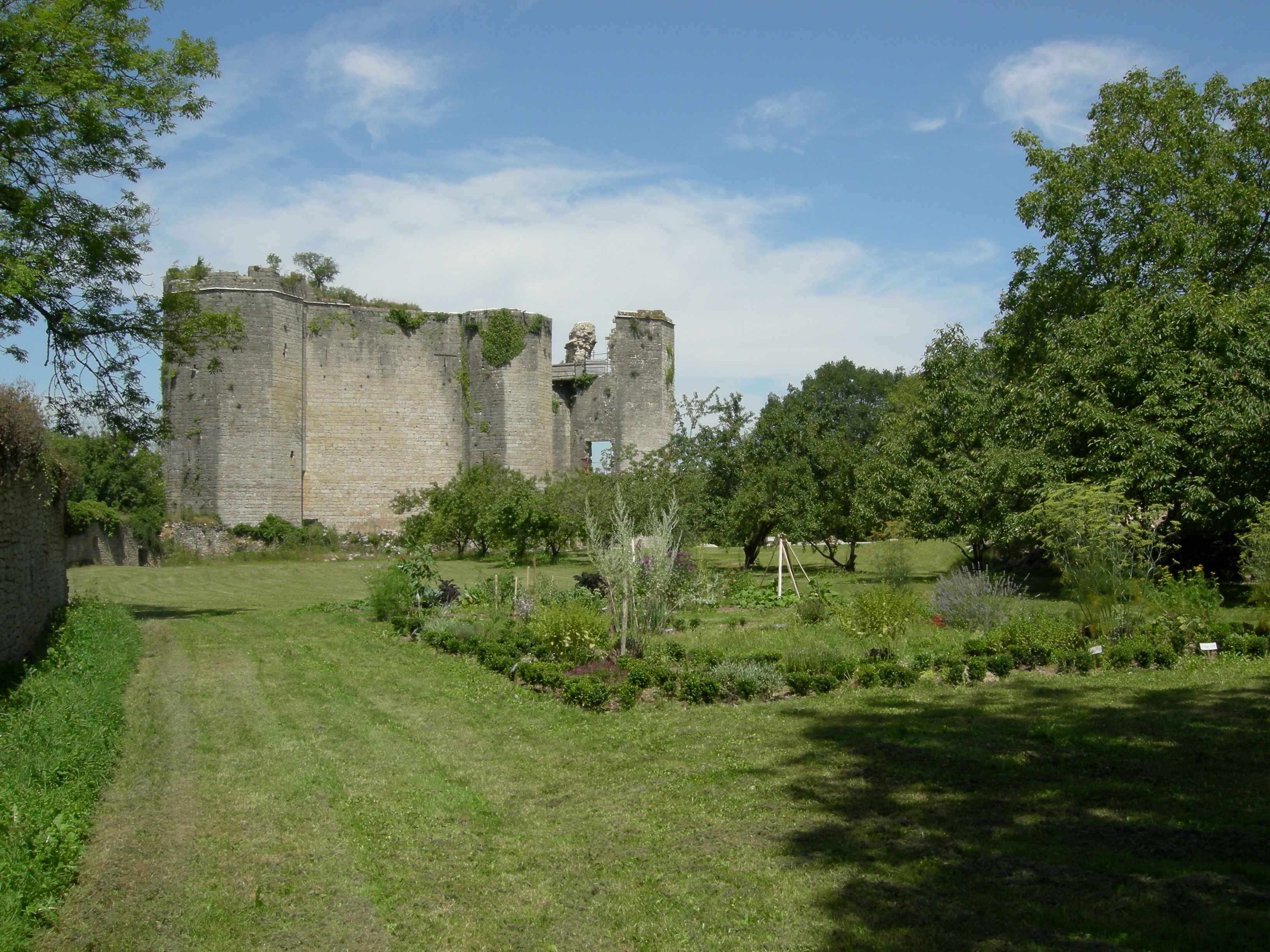
Castillo de Montfort y su jardín
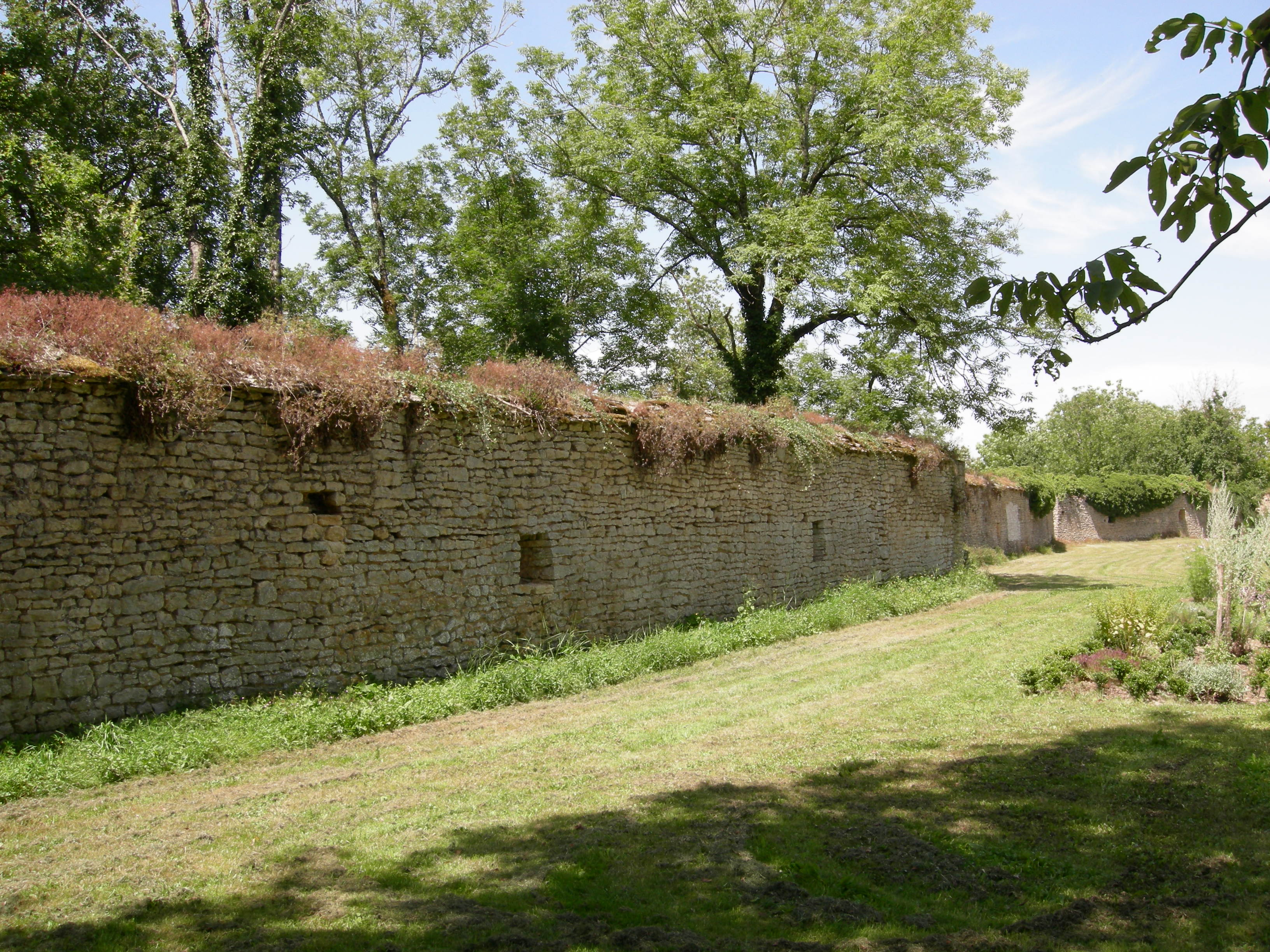
Murallas del castillo
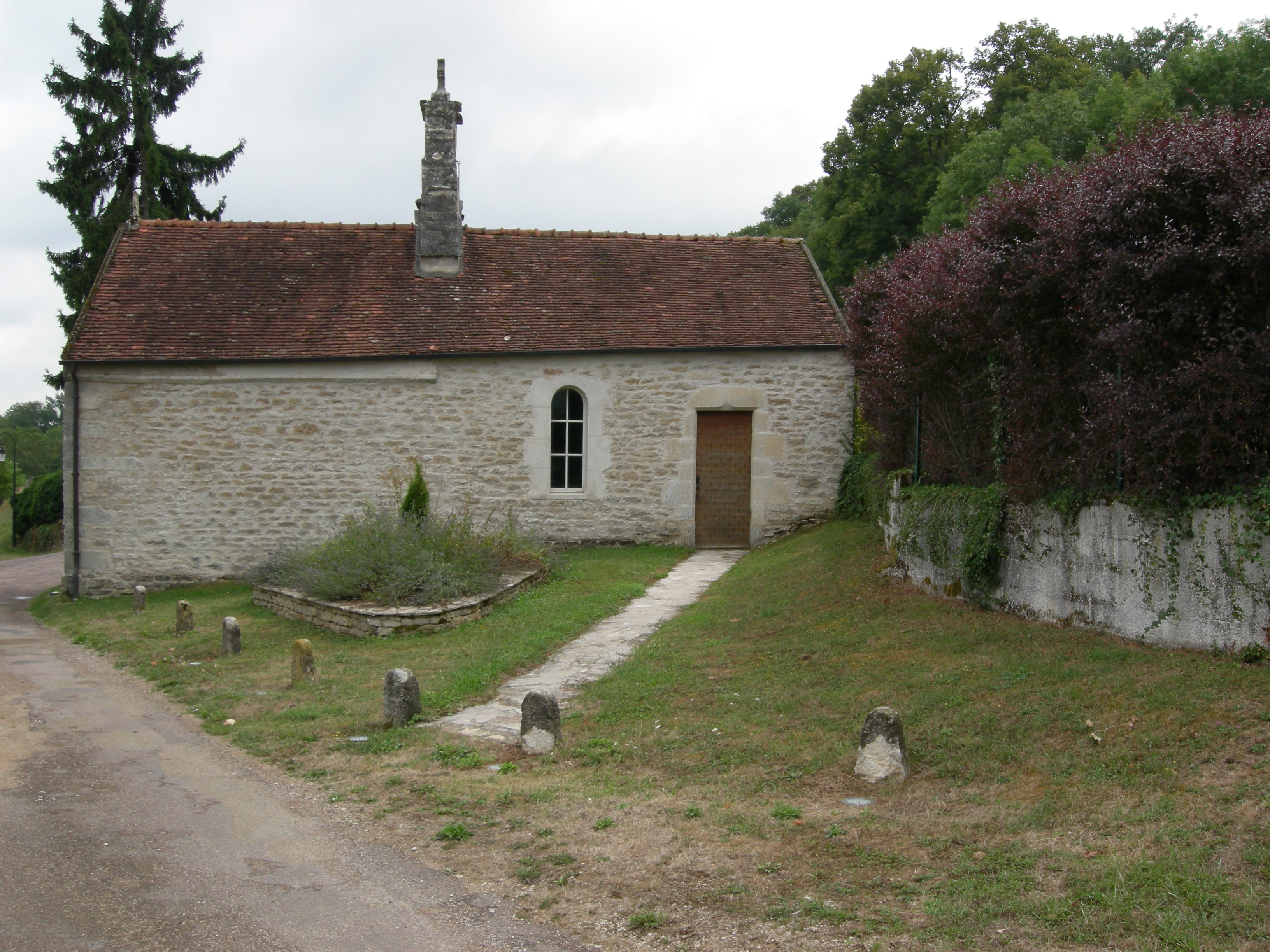
Capilla de Saint Denis